# Alchemilla aurata
Alchemilla aurata är en rosväxtart som beskrevs av Sergei Vasilievich Juzepczuk. Alchemilla aurata ingår i släktet daggkåpor, och familjen rosväxter. Inga underarter finns listade i Catalogue of Life.